# Sven-Åke Nilsson
Pour les articles homonymes, voir Nilsson.
Sven-Åke Nilsson, né le 13 septembre 1951 à Malmö, est un ancien coureur cycliste suédois. Nilsson est sociétaire au club cycliste local du CK Ringen Malmö.

## Biographie
Passé professionnel en 1977, Sven-Åke Nilsson a d'abord brillé chez les amateurs. En 1974, il est sacré champion du monde du contre-la-montre par équipes amateurs avec l'équipe nationale suédoise. Deux ans plus tard, il remporte le Tour de l'Avenir.
Il enregistre d'excellents résultats chez les professionnels à partir de 1979 : il remporte l'Étoile des Espoirs, le Tour de Corse et monte sur le podium de Paris-Nice, du Critérium International et de l'Amstel Gold Race. Il termine ensuite parmi les dix premiers des Tours de France 1980 et 1981. En 1982, il se classe troisième du Tour d'Espagne, après avoir remporté une étape.

## Palmarès et résultats

### Palmarès amateur
- 1969
  - Champion des Pays nordiques du contre-la-montre par équipes juniors (avec Peter Olausson, Stefan Jordansson et Lars Ericsson)
- 1970
  - 3e du Berliner Etappenfahrt
- 1972
  - Champion des Pays nordiques du contre-la-montre par équipes (avec Lennart Fagerlund, Tord Filipsson et Leif Hansson)
  -  Champion de Suède sur route
  - 4e étape de la Milk Race
  - 12eb étape du Tour d'Algérie
  - 3e du Berliner Etappenfahrt
  - 6e du contre-la-montre par équipes des Jeux olympiques
- 1973
  - Champion des Pays nordiques du contre-la-montre par équipes (avec Tord Filipsson, Leif Hansson et Bernt Johansson)
  - 4e et 9e étapes de la Milk Race
  - 2e du championnat de Suède sur route
  -  Médaillé de bronze au championnat du monde du contre-la-montre par équipes
- 1974
  -  Champion du monde du contre-la-montre par équipes (avec Tord Filipsson, Bernt Johansson et Lennart Fagerlund)
  - Champion des Pays nordiques du contre-la-montre par équipes (avec Lennart Fagerlund, Tord Filipsson et Leif Hansson)
  - 8e étape de la Milk Race
  - 2e du Tour de RDA
  - 3e du championnat de Suède sur route
  - 9e du championnat du monde sur route amateurs
- 1975
  - Classement général du Tour d'Algérie
  - Grand Prix d'Annaba
  -  Médaillé d'argent au championnat du monde sur route amateurs
  - 4e du championnat du monde du contre-la-montre par équipes
- 1976
  - Champion des Pays nordiques du contre-la-montre par équipes (avec Tord Filipsson, Tommy Prim et Bernt Johansson)
  - Tour de l'Avenir :
    - Classement général
    - 1re étape

  - 3e de la Milk Race
  - 7e du contre-la-montre par équipes des Jeux olympiques

### Palmarès professionnel
| - 1977 - 3e du Grand Prix d'Isbergues - 1978 - 2e du Grand Prix de Cannes - 5e du Critérium du Dauphiné libéré - 1979 - Classement général du Tour de Corse - 4e étape de Paris-Nice - Étoile des Espoirs : - Classement général - 1re étape - 2e de Paris-Nice - 3e du Critérium international - 3e de l'Amstel Gold Race - 5e du Tour de Romandie - 1980 - 2e étape du Critérium international - 2e de la Flèche wallonne - 3e du Circuit de l'Indre - 6e du Critérium du Dauphiné libéré - 7e du Tour de France - 9e du championnat du monde sur route - 10e de Paris-Nice | - 1981 - Semaine catalane : - Classement général - Prologue (contre-la-montre par équipes) - 8e du Tour de France - 1982 - 2e étape de Paris-Nice - 10e étape du Tour d'Espagne - Grand Prix d'Isbergues - 3e du Tour d'Espagne - 6e du Critérium du Dauphiné libéré - 1983 - 2e du Tour de Romagne |  |

### Résultats sur les grands tours

#### Tour de France
5 participations
- 1978 : 11e
- 1979 : 12e
- 1980 : 7e
- 1981 : 8e
- 1982 : 14e

#### Tour d'Espagne
1 participation
- 1982 : 3e, vainqueur de la 10e étape

#### Tour d'Italie
2 participations
- 1983 : 27e
- 1984 : 35e